# Nacellidae
Nacellidae är en familj av snäckor. Nacellidae ingår i överfamiljen Patelloidea, ordningen Archaeogastropoda, klassen snäckor, fylumet blötdjur och riket djur. Enligt Catalogue of Life omfattar familjen Nacellidae 3 arter.
Kladogram enligt Catalogue of Life:
| Nacellidae | \| \| Cellana \| \| \| \| \| \| Nacella \| \| \| \| |
|            | \| \| Cellana \| \| \| \| \| \| Nacella \| \| \| \| |
|            | skålsnäckor                                         |
|            |                                                     |
|            | Cellana                                             |
|            |                                                     |
|            | Nacella                                             |
|            |                                                     |

|  | Cellana |
|  |         |
|  | Nacella |
|  |         |

## Bildgalleri

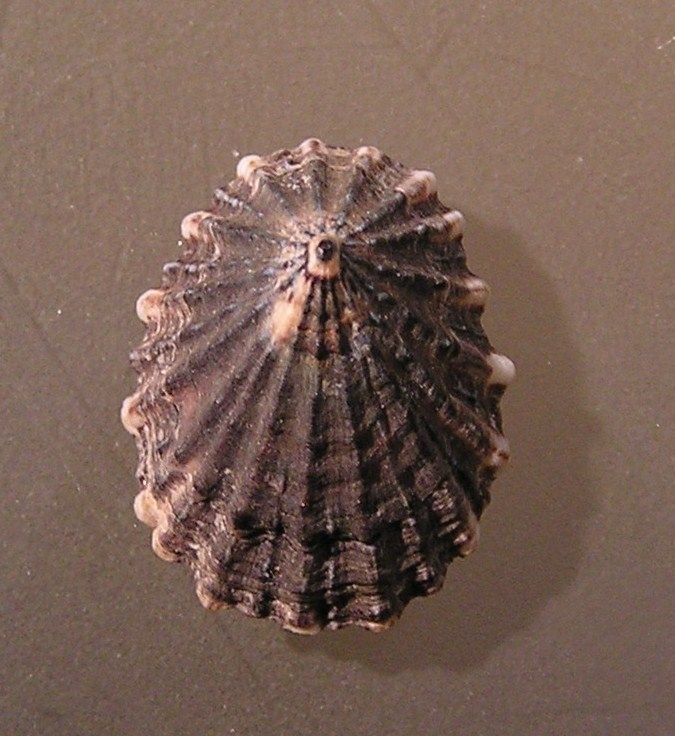
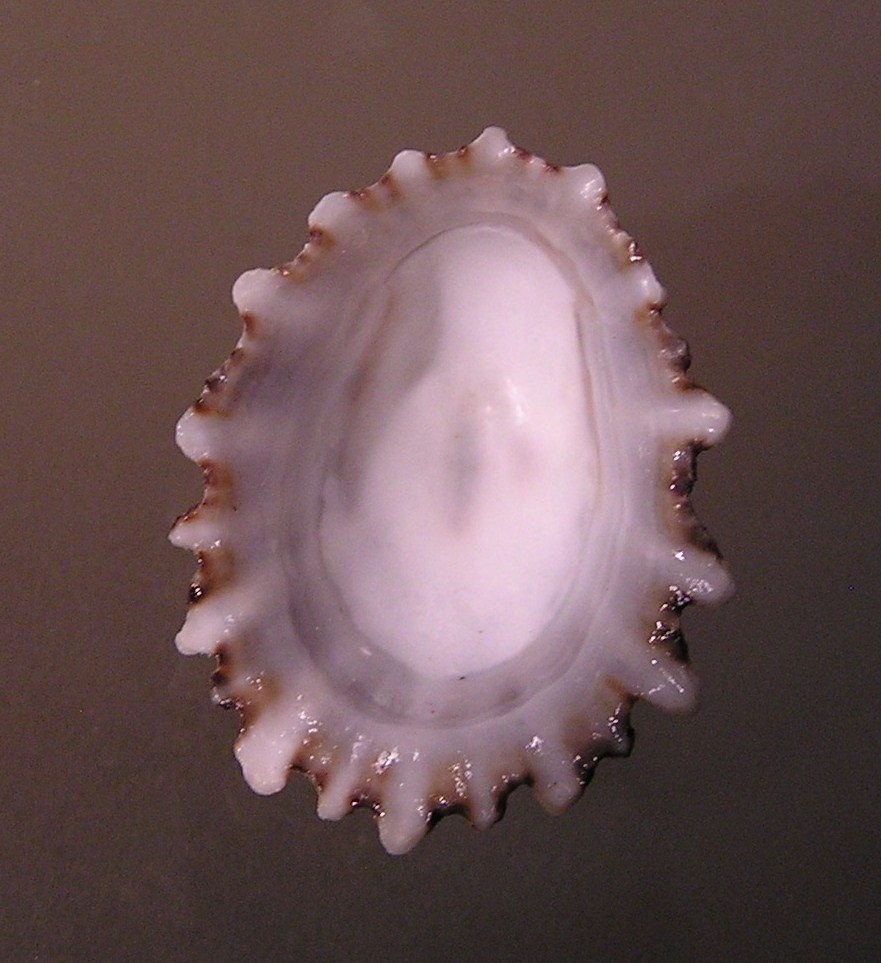
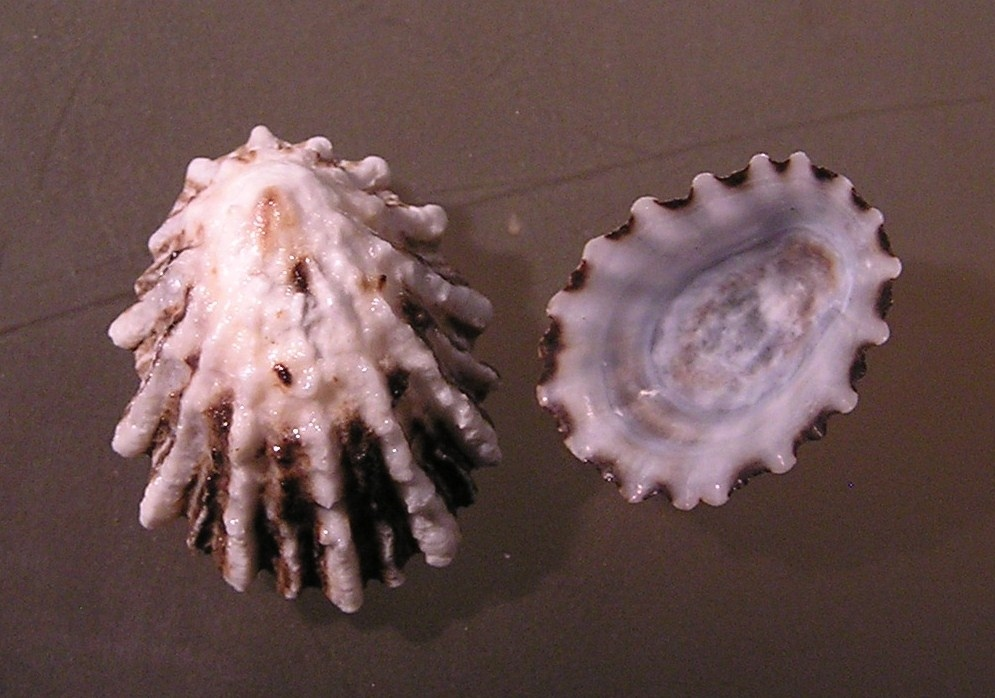
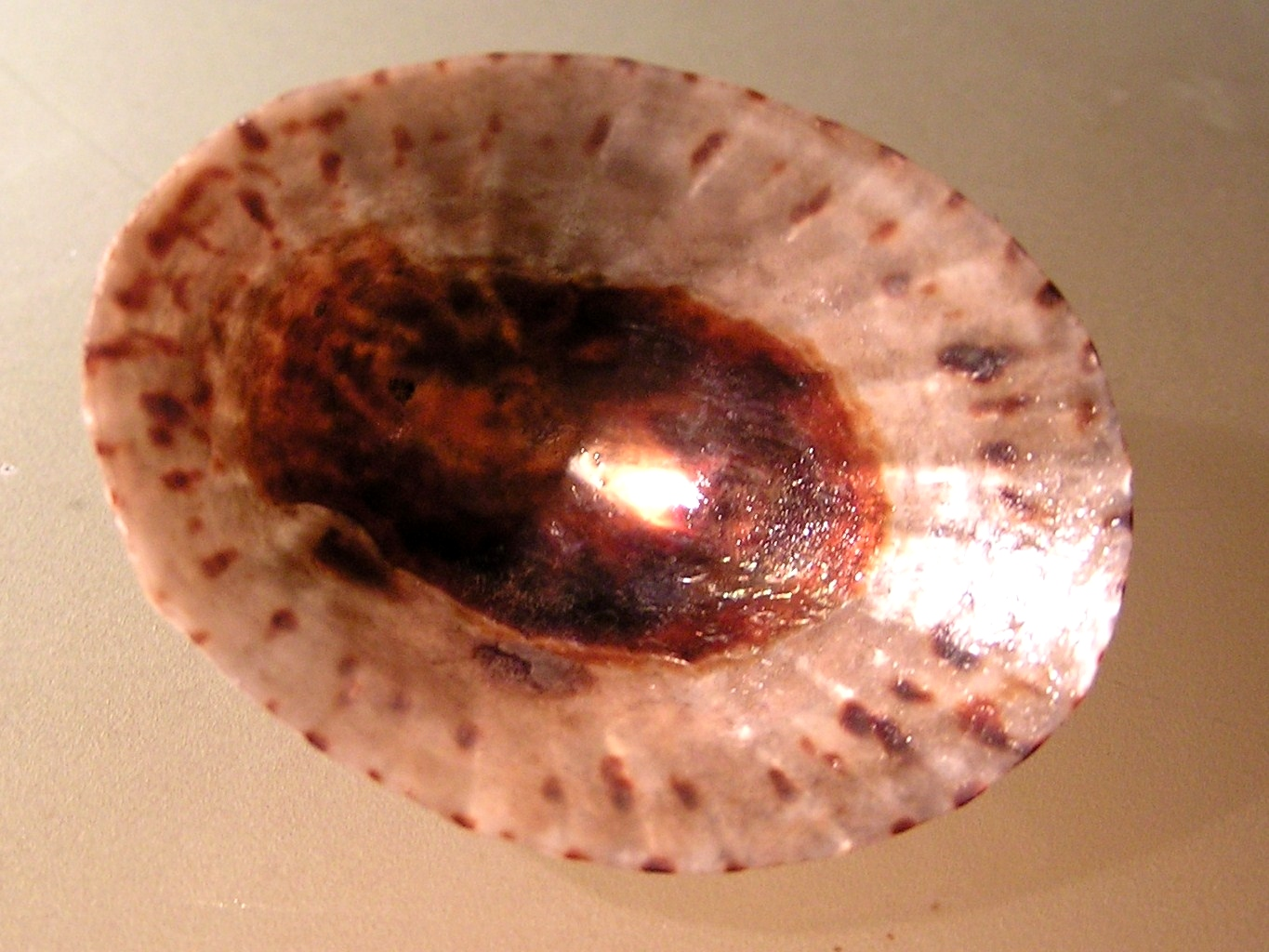
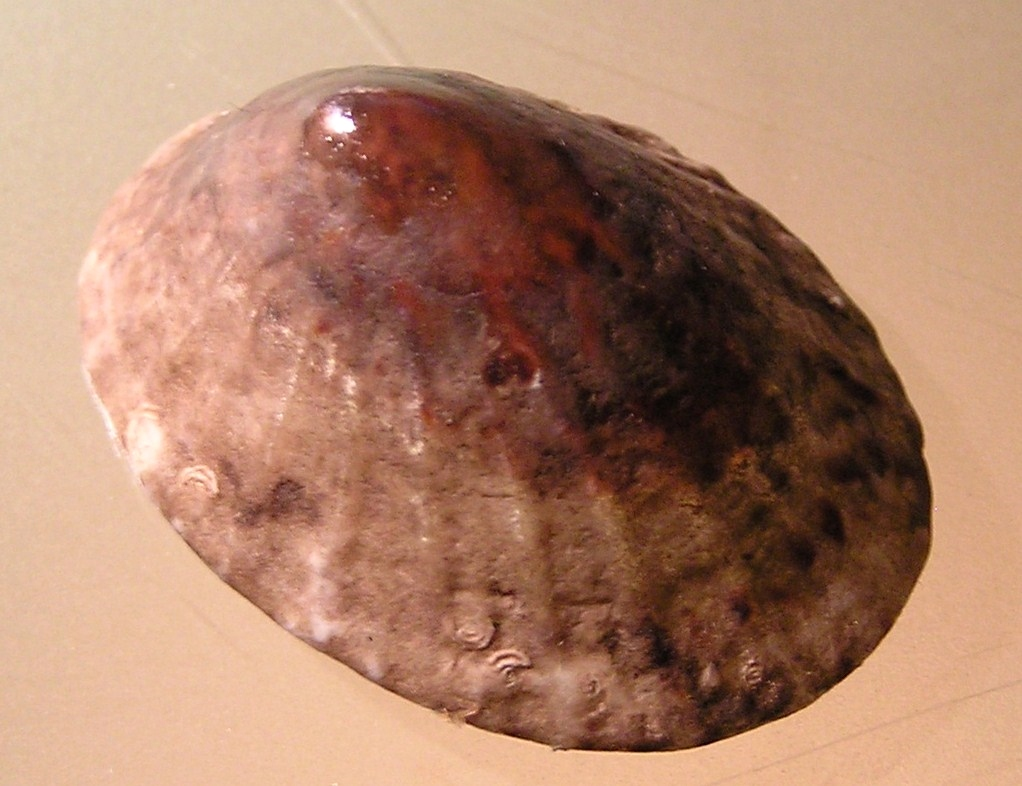
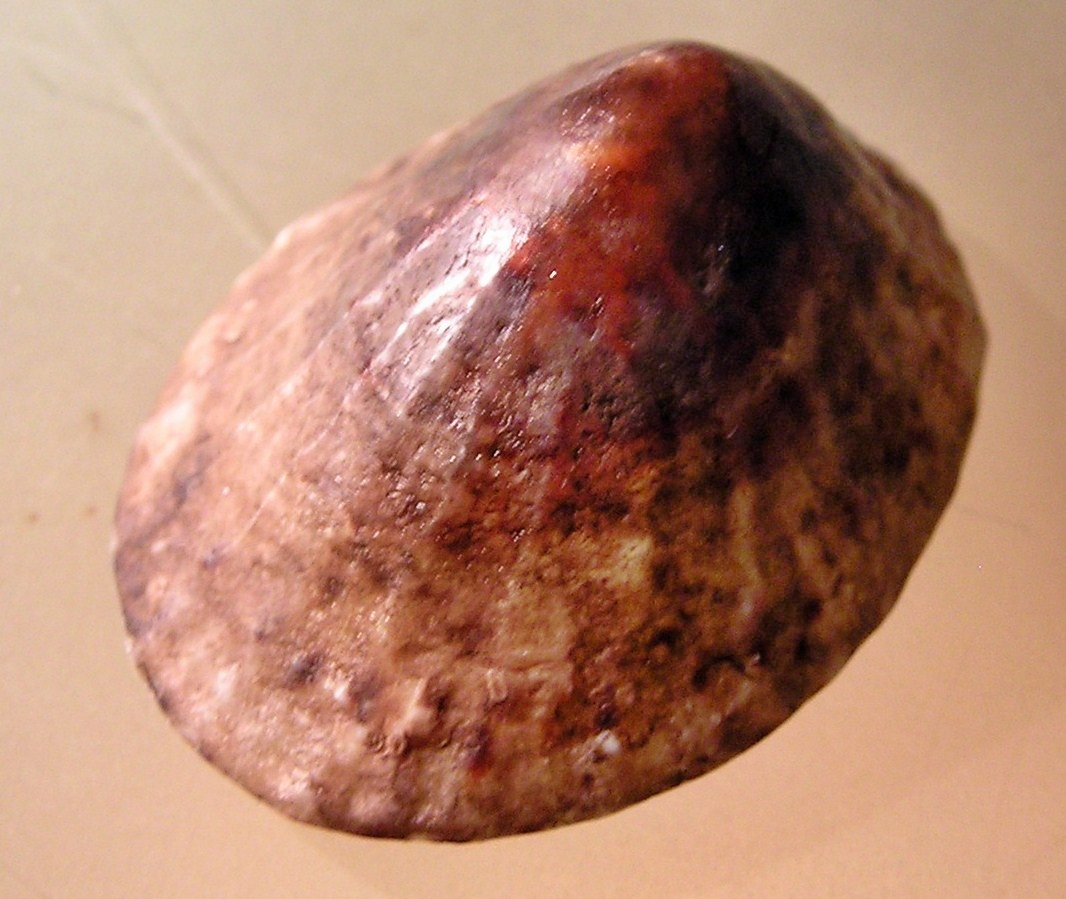